# 戦術情報処理装置
戦術情報処理装置（せんじゅつじょうほうしょりそうち）は、軍隊が戦術的階梯で使用する情報処理システム。

## 概要
戦術情報処理装置は、戦闘における意思決定を支援するという性格上、マン・マシン・システムを構成することが求められる。このことから、多くの戦術情報処理装置は、中核となる情報処理システムとともに、マンマシンインタフェースも、重要なサブシステムとして含まれることが多い。
かつては単体で戦術級C2システムとなることもあったが、現在では、戦術データ・リンクとともに戦術級のC4Iシステムを構成する。また、多くの場合は射撃指揮装置とは別のものとして扱われるが、イージスシステムや艦艇自衛システムなど、総合的C4ISRシステムを指向している機種の場合は、射撃指揮機能、さらにはセンサー・システムも統合されている場合もある。
もっとも初期の戦術情報処理装置といえるのがアメリカ空軍の半自動式防空管制組織（SAGE）である。ただし、これは戦術用途ではあるものの、規模としては作戦級に近かった。その後、アメリカ海軍が開発した海軍戦術情報システム（NTDS）において、大幅に小型・軽量化された戦術情報処理装置が開発された。西側諸国の海軍もこれに準じた機種を開発し、これらは、その情報処理機能に着目して、戦術情報システム（TDS：Tactical Data System）あるいは戦術情報処理システム（TDPS：Tactical Data Processing System）と呼ばれていた。しかし、現在では、意思決定支援システムとしての機能を重視して、戦闘指揮システム（CDS：Combat Direction System）、あるいは戦闘管理システム（CMS：Combat Management System）と呼ばれることが多い。
一方、戦術情報処理装置は、NTDSの海軍航空隊版である空中戦術情報システム（ATDS：Airborne Tactical Data System）により、E-2に搭載されて空中にも進出した。これらは、NTDSや地上要撃管制と同様、データ・リンクによって敵機の座標などを送受信することができる。これらのデータ・リンクを運用するため、戦闘機搭載の火器管制装置のなかには、限定的な戦術情報処理機能が追加されたものがある。